# Donald Wandrei
Donald Wandrei, född 20 april 1908, död 1987, amerikansk författare och poet.
Donald Wandrei föddes i St. Paul, Minnesota i USA. Han sålde sin första novell "The Red Brain" 1927 till tidningen Weird Tales. 1939 bildade Wandrei tillsammans med August Derleth bokförlaget Arkham House som speciellt skulle publicera H. P. Lovecrafts litterära verk.